# 宣統帝退位詔書
宣統帝退位詔書（せんとうていたいいしょうしょ）と呼ばれる『清室退位詔書（しんしつたいいしょうしょ）』は、1912年2月12日（宣統3年12月25日）に、清朝最後、中国王朝で見ても最後の皇太后かつ、中国史において最後に垂簾聴政を行った孝定景皇后が君主に代わって公布したもので、皇帝制度の創設以来、中国の皇帝として認められた最後の人物宣統帝（愛新覚羅溥儀）の退位を示すものであり、ヌルハチによる清の前身である後金の建国から296年、国号を「清」としたホンタイジの即位から数えると276年、順治帝の入関から数えると268年続いた大清帝国の歴史に終止符を打つと同時に、中国で秦の始皇帝以来2132年間続いてきた皇帝制度の終焉を意味するものであった。 
また、単に皇帝の退位を認めたというだけでなく、清朝が滅亡した時点で保有していたすべての領土（中国、満州、チベット、新疆、モンゴルなど）の主権を中華民国に明確に移譲するものでもあった。

## 概略

### 背景
清朝は1636年に満州族によって建国された。中国の歴史学では、清朝は1644年に明朝を継承したとされている。19世紀後半、外国勢力との戦争により、アヘン戦争で香港、日清戦争で朝鮮など、領土や属国を失い、国民からの清に対する信頼は著しく低下し、中国のナショナリズムを煽った。また政治改革の失敗により、立憲君主制を望んだ結果、1911年5月に皇族が多数を占める慶親王内閣が成立したことで、この感情はさらに強まった。
1911年10月の武昌起義の後、辛亥革命が勃発し、湖南省を皮切りに清朝全18省の内ほとんどが革命に追随して独立を宣言した。満州人の大臣・廕昌は革命を鎮圧したが、清側の軍の1つである北洋軍（新建陸軍）は袁世凱が保有していた旧軍（胡イツ棻が保持していた定武軍。北洋軍は定武軍を洋式化したもの。）で構成されていたため、指揮が容易でなく、非力だった。孝定景皇后は、革命派を制圧するため、廕昌を陸軍大臣代理に、袁世凱を内閣総理大臣に命じた。 袁世凱は、北洋軍第1軍司令官の馮国璋と北洋軍第2軍司令官の段祺瑞を率いて出征したが、袁世凱はその是非を秤にかけて、一方では兵を送り、一方では革命派と交渉するという「麺と鞭」という戦略をとった。 南北の交渉の末、袁世凱は黄興から総統の任を保証され、「清室優待条件」は基本的に成立した。 清朝優遇の条件は基本的に整ったものの、清朝の中枢は内部でもつれており、北洋軍の総大将・段祺瑞は袁世凱の許可のもと、同格の将軍49人とともに「段祺瑞等要求共和電」を発し、相次いで電報で脅迫した。当時、溥儀はまだ6歳で、行動能力がなかったため、孝定景皇后の支配下に置かれた（垂簾聴政）。 さらに、孝定景皇后は2つの関連する令を出した。

### 公布後の詔書の行方
この詔書は後に張朝墉元内閣書記官によって収集され、同時に発布された2つの関連の詔書、2月3日の交渉許可詔書と合わせて「遜清四詔」と呼ばれ、1冊にまとめられている。 張が没した後、北京師範大学学長の陳垣が譲り受け、1975年から中国革命博物館（現・中国国家博物館）に収蔵されている。

## 起草人
退位台本の作者は張謇だと言われているが、誰が起草したのか明確な結論は出ていない。1912年2月22日、『申報』は「清后頒詔遜位時之傷心語（清の女王が退位の勅令を出したときの悲しい言葉）」という見出しで報じた：今回の共和宣言では、清諭は前清学部次官の張元奇が原稿を作成し、徐世昌が校正して潤色し、25日の朝9時前に皇太后が養心殿に昇り、袁世凱が進呈した。皇太后は最後まで読んで涙を流し、自ら「法天大道」の閑章を押した。しかし、通常の詔書とは異なり、詔書には正式かつ公的な法的効力を有する清朝25方の玉璽は一切捺されず、孝定景皇后の「法天大道」のみが捺された。後に張天奇が語ったところによると、隆裕太后は「法天大道」の閑章を押したが、そこには軽蔑の意味が込められており、悔しい思いをしたという。

## 詔書原文

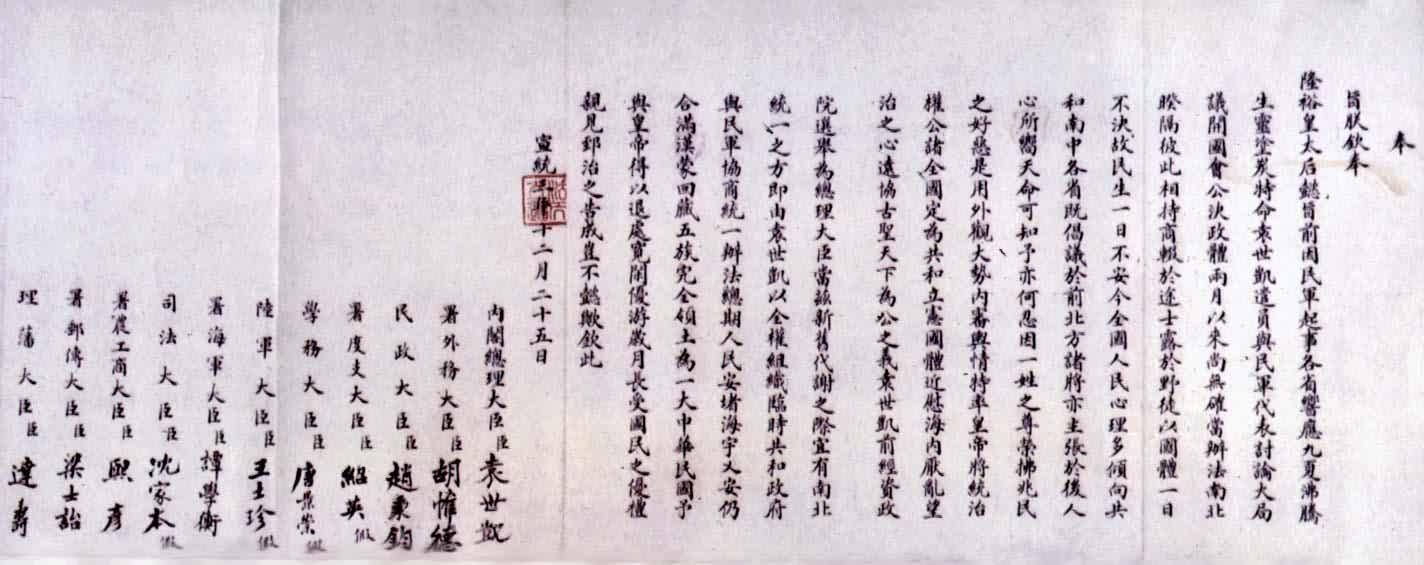
宣統帝退位詔書

### 前文
| 「 | 奉 旨朕欽奉 隆裕皇太后懿旨：前因民軍起事，各省響應，九夏沸騰，生靈塗炭。特命袁世凱遣員與民軍代表討論大局，議開國會、公決政體。兩月以來，尚無確當辦法。南北暌隔，彼此相持。商輟於途，士露於野。徒以國體一日不決，故民生一日不安。今全國人民心理多傾向共和。南中各省，既倡議於前，北方諸將，亦主張於後。人心所嚮，天命可知。予亦何忍因一姓之尊榮，拂兆民之好惡。是用外觀大勢，內審輿情，特率皇帝將統治權公諸全國，定為共和立憲國體。近慰海內厭亂望治之心，遠協古聖天下為公之義。 袁世凱前經資政院選舉為總理大臣，當茲新舊代謝之際，宜有南北統一之方。即由袁世凱以全權組織臨時共和政府，與民軍協商統一辦法。總期人民安堵，海宇乂安，仍合滿、漢、蒙、回、藏五族完全領土為一大中華民國。予與皇帝得以退處寬閑，優游歲月，長受國民之優禮，親見郅治之告成，豈不懿歟！欽此。 | 」 |

| 「 | （日本語訳） 朕隆裕皇太后の懿旨を奉ず曩きに大局危急兆民困苦するを以て特に内閣を民軍とに命じ皇室優待の各条件を商議し以て平和解決を期せしむ此に伏奏の優待条件に依るに宗廟寝陵永遠に祀を奉じ先帝の陵制旧の如く修築し皇帝政治を離るゝも尊号を廃せず並びに皇室優待八ケ条皇族優待四ケ条満蒙回蔵待遇七ケ条の上奏を閲覧して之を至当と為す特に皇族及び満蒙回蔵人等に宣示し今後力めて敵意を除き共に治安を保ち重ねて世界の昇平を見共に共和の幸福を享けんこと亦朕の篤く望む所なり。 | 」 |

注：日本語訳は松本鎗吉・波多野乾一「支那政党史稿」東亜同文会調査編纂部編『支那』第8巻第15号（東京：東亜同文会、1917年8月1日、53-54頁）を参考としている。

### 詔書の署名者一覧
- 内閣総理大臣 袁世凱
- 署理外務大臣 胡惟徳
- 民生大臣 趙秉鈞
- 署度支部大臣 紹英（英語版）
- 学務大臣 唐景崇（英語版）
- 陸軍大臣 王士珍
- 署海軍大臣 譚学衡（英語版）
- 司法大臣 沈家本
- 署農工商大臣 熙彦（英語版）
- 署郵伝大臣 梁士詒
- 理藩大臣 達寿（英語版）

## 関連する2つの詔書の原文
| 「 | 朕欽奉隆裕皇太后懿旨：古之君天下者，重在保全民命，不忍以養人者害人。現將新定國體，無非欲先弭大亂，期保乂安。若拂逆多數之民心，重啟無窮之戰禍，則大局決裂，殘殺相尋，必演成種族之慘痛。將至九廟震驚，兆民荼毒，後禍何忍復言。兩害相形，取其輕者。此正朝廷審時觀變，恫吾民之苦衷。凡爾京、外臣民，務當善體此意，為全局熟權利害，勿得挾虛矯之意氣，逞偏激之空言，致國與民兩受其害。著民政部、步軍統領、姜桂題、馮國璋等嚴密防範，剴切開導。俾皆曉然於朝廷應天順人，大公無私之意。至國家設官分職，以為民極。內列閣、府、部、院，外建督、撫、司、道，所以康保群黎，非為一人一家而設。爾京、外大小各官，均宜慨念時艱，慎供職守。應即責成各長官敦切誡勸，勿曠厥官，用副予夙昔愛撫庶民之至意。 | 」 |

| 「 | 朕欽奉隆裕皇太后懿旨：前以大局阽危，兆民困苦，特飭內閣與民軍商酌優待皇室各條件，以期和平解決。茲據覆奏，民軍所開優禮條件，於宗廟陵寢永遠奉祀，先皇陵制如舊妥修各節，均已一律擔承。皇帝但卸政權，不廢尊號。並議定優待皇室八條，待遇皇族四條，待遇滿、蒙、回、藏七條。覽奏尚為周至。特行宣示皇族暨滿、蒙、回、藏人等，此後務當化除畛域，共保治安，重睹世界之昇平，胥享共和之幸福，予有厚望焉。 | 」 |

## 関連文献
溥儀の退位に関する詔書は3つあり、内2つは大清皇帝として発布されたもので、1912年の最初の退位詔書のほかに、1917年の張勲復辟による溥儀の擁立後の退位のためにも発布された。
1945年にソ連赤軍が満州に侵攻すると、溥儀は満州国の皇帝として退位令も出した。

## 余波
退位詔書や清室優待条件によって、宣統帝は退位後も皇帝の称号を保持し、その他の特権を享受することができ、その結果、1912年から1924年まで紫禁城に「遜清皇室小朝廷」と呼ばれる名目上の宮廷が存在した。しかし、1924年に馮玉祥によるクーデターである北京政変（都市革命）によりこれらの特権は破棄されることとなる。